# 應用寶
应用宝，是腾讯公司推出的第三方安卓智能手机综合管理软件，主要用来下载用于Android平台的手机应用软件。有针对Android和Windows两个平台的版本。

## 简介
使用应用宝，可以免费下载软件、游戏、音乐、视频、电子书、壁纸等资源；还可以进行手机优化、应用检测、一键Root、资料备份等操作。
“2017大数据产业峰会”召开，中国工信部指导下的首批“可信应用商店”名单在大会上正式公布,腾讯应用宝成为首批试点并通过此次认证的应用商店。

## 奖项
2015年，应用宝获得了金翎奖“最具影响力渠道商”称号。

## 争议
2013年7月，中国中央电视台曝光了“十大恶意手机应用”。报道指出，目前安卓平台上使用量最多的恶意应用主要有手电筒、3D 梦幻水族馆、鳄鱼爱洗澡、一键 ROOT、极品飞车热力追踪动态壁纸、sky 省钱电话、英雄联盟控、瑞士军刀工具箱等等。在十大恶意手机应用榜单中，其中排名前四位的均来自应用商店应用宝，而恶意应用下载次数最多的同样是应用宝。